# Asier Arranz
Asier Arranz Martín (nacido el 28 de marzo de 1987 en Campo de Cuéllar, Segovia, Castilla y León), conocido como Asier Arranz, es un futbolista español. Juega en la posición de centrocampista en las filas del FC KTP, recién ascendido a la Veikkausliiga.

## Trayectoria
Surgió de la cantera del Real Valladolid y en la temporada 2009-2010 juega con el primer equipo blanquivioleta, con el que ya jugó en segunda; debutando así en Primera división de la Liga española de fútbol, tras haber estado cedido durante las dos temporadas anteriores en el Alavés y el Xerez.
Llega a la disciplina del CD Numancia, quien lo cede a Pontevedra CF y CD Teruel en su segundo y tercer año de contrato, respectivamente. Tras estas dos cesiones ficha por el Sestao River Club en Segunda B y un año más tarde por la Gimnástica Segoviana, donde juega dos temporadas en Tercera División. Tras el ascenso del At. Astorga CF, ficha por el club maragato para volver a jugar en Segunda B. El 15 de julio de 2015 llega libre al CD Palencia y el 2017 vuelve a la Gimnástica Segoviana.
En las filas de la Gimnástica Segoviana jugaría desde 2017 hasta la primera vuelta de la temporada 2019-20.
A principios de 2020 se marchó a Chipre para jugar en las filas del Alki Oroklini.
El 28 de agosto de 2020, firma por el FC KTP de la Segunda División de Finlandia, para jugar los play-offs de ascenso a la Veikkausliiga.
En noviembre de 2020, logra el ascenso a la Veikkausliiga con el FC KTP, jugando 13 partidos desde su llegada en verano y anotando un gol.

## Clubes
| Club                      | País      | Año       |
| ------------------------- | --------- | --------- |
| Real Valladolid B         | España    | 2005-2006 |
| Real Valladolid           | España    | 2006-2007 |
| Deportivo Alavés (cedido) | España    | 2007-2008 |
| Real Valladolid           | España    | 2008      |
| Xerez CD (cedido)         | España    | 2008-2009 |
| Real Valladolid           | España    | 2009      |
| CD Numancia               | España    | 2010      |
| Pontevedra CF (cedido)    | España    | 2010      |
| CD Numancia               | España    | 2010      |
| CD Teruel (cedido)        | España    | 2011      |
| CD Numancia               | España    | 2011      |
| Sestao River              | España    | 2011-2012 |
| Gimnástica Segoviana      | España    | 2012-2014 |
| Atlético Astorga          | España    | 2014-2015 |
| CD Palencia               | España    | 2015-2017 |
| Gimnástica Segoviana      | España    | 2017-2020 |
| Alki Oroklini             | Chipre    | 2020      |
| FC KTP                    | Finlandia | 2020-2022 |